# بيرت كارلسون
بيرت كارلسون هو ملحن ومنتج أسطوانات ومقدم تلفزيوني وسياسي سويدي، ولد في 21 يونيو 1945 في خوفدة في السويد. نشط حزبياً في New Democracy (Sweden) ‏. في الانتخابات العامة السويدية 1991 ‏، انتخب عضو البرلمان السويدي ‏ عن دائرة Östergötland County (Riksdag constituency) ‏ وقد انضم خلال فترته النيابية (30 سبتمبر 1991 – 3 أكتوبر 1994) للكتلة البرلمانية New Democracy (Sweden) ‏.

## وصلات خارجية
- بيرت كارلسون على موقع IMDb (الإنجليزية)
- بيرت كارلسون على موقع روتن توميتوز (الإنجليزية)
- بيرت كارلسون على موقع ميوزك برينز (الإنجليزية)
- بيرت كارلسون على موقع أول موفي (الإنجليزية)
- بيرت كارلسون على موقع قاعدة بيانات الأفلام السويدية (السويدية)
- بيرت كارلسون على موقع أول ميوزيك (الإنجليزية)
- بيرت كارلسون على موقع ديسكوغز (الإنجليزية)
- بيرت كارلسون على موقع ديسكوغز (الإنجليزية)
- بيرت كارلسون على موقع قاعدة بيانات الفيلم (الإنجليزية)